# Ralf Rothmann

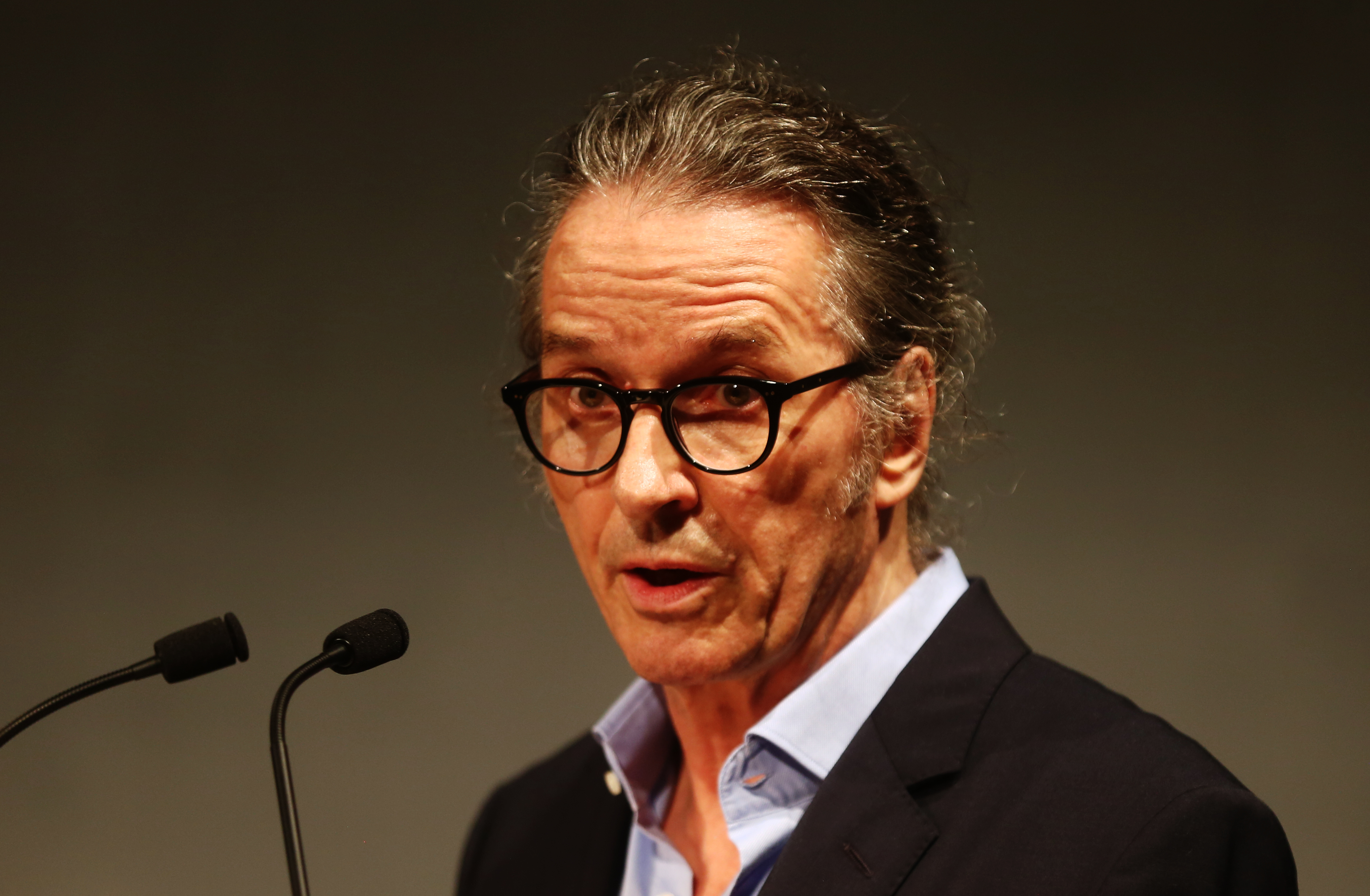
Ralf Rothmann, 2023

Ralf Rothmann (* 10. Mai 1953 in Schleswig) ist ein deutscher Schriftsteller. In seinen Romanen, Erzählungen und Gedichten wird ein Panorama des Lebens von der Zeit des Zweiten Weltkriegs bis in die Gegenwart der Bundesrepublik Deutschland entworfen. Rothmann erhielt für sein Werk zahlreiche renommierte Literaturpreise.

## Leben
Rothmann wurde im norddeutschen Schleswig geboren und lebte bis zu seinem fünften Lebensjahr auf dem Gut Fahrenstedt bei Böklund. Der Vater, Walter Rothmann, in Essen geboren, und die Mutter Elisabeth, gebürtige Isbahner, ursprünglich aus Konitz in Westpreußen arbeiteten dort als Melker. Nach der Geburt eines Bruders zog die Familie nach Oberhausen im Ruhrgebiet, wo Arbeitskräfte im Kohlebergbau gesucht wurden und die Verdienstmöglichkeiten besser waren. Der Umzug aus der ländlichen Idylle Schleswig-Holsteins in die verrußte Industrielandschaft des Ruhrgebiets bedeutete einen Schock für den Fünfjährigen (was auch in einigen Werken Rothmanns thematisiert wird). Der Vater arbeitete als Kohlenhauer in der Zeche Haniel, die Mutter als Kellnerin in einer Bahnhofsgaststätte. Nach der Volksschule und einem kurzen Besuch der Handelsschule machte Rothmann zunächst eine Lehre als Maurer. Er arbeitete einige Jahre auf dem Bau und anschließend in verschiedenen Berufen, zum Beispiel als Koch und Fahrer in einer Großküche und als Hilfs-Krankenpfleger im Universitätsklinikum Essen. In dieser Zeit begann er intensiv zu lesen und schrieb seine ersten Gedichte.
1976 zog er nach Berlin, zunächst nach Schöneberg, wo er in der Bohème- und Hausbesetzer-Szene um den Winterfeldtplatz herum die ersten Schriftsteller und Künstler kennenlernte. Während er die ummauerte Stadt erkundete und sich mit Gelegenheitsjobs wie Drucker oder Koch in einer Kneipe finanzierte, entstand der erste Lyrikband, der 1984 in einem kleinen Westberliner Verlag erschien. Außerdem unternahm Rothmann ausgedehnte Reisen durch die USA und durch Südamerika (Mexiko, Peru, Ecuador). Als Prosaautor debütierte er 1986 mit der Erzählung Messers Schneide; der erste Roman Stier erschien 1991 und wurde im Literarischen Quartett besprochen. Danach lebte er ein Jahr lang in Paris. Ein Großteil seines Werkes entstand während längerer Aufenthalte in Griechenland (Ithaka, Hydra, Thassos, Spetses), aber auch an der Ostsee (Glücksburg, Ahrenshoop, Travemünde). 1994 war Rothmann writer in residence in Oberlin (Ohio, USA), im Wintersemester 1999/2000 poet in residence an der Universität Essen. Immer aber blieb Berlin für ihn das Zentrum seines Arbeitens. Nach der Maueröffnung, die er in Kreuzberg erlebte, zog er in den ehemaligen Ostteil der Stadt, nach Friedrichshagen am Müggelsee. 
Heute lebt er mit seiner Frau, einer Literaturwissenschaftlerin, in Berlin-Frohnau.

## Werk
Von den ersten, noch im Ruhrgebiet angesiedelten Romanen Stier, Wäldernacht, Milch und Kohle und Junges Licht an sind Rothmanns Romane „autobiographisch getönt“, wie er in einem Gespräch mit dem Literaturkritiker Steffen Richter sagte. Nicht intellektuelle Exkursionen also, sondern persönliche, auf den Reisen und in den verschiedenen Berufen gewonnene Erfahrungen sind ihm Anlass für seine Literatur. Auch das Leben in Berlin findet seinen Niederschlag in Erzählungsbänden und Romanen wie etwa Flieh mein Freund!, Hitze, Rehe am Meer oder Feuer brennt nicht. Außerdem setzt er sich in dem Roman Im Frühling sterben von 2015, in fünfundzwanzig Sprachen übersetzt und von der Kritik in seiner Intensität mit Im Westen nichts Neues von Remarque verglichen, und in den darauf folgenden Romanen Der Gott jenes Sommers und Die Nacht unterm Schnee mit der Generation seiner Eltern auseinander, mit ihrem Schweigen und Verschweigen in den dunkelsten Jahren der deutschen Geschichte.

### Ruhrgebietsromane
Die Ruhrgebietsromane (Stier, Wäldernacht, Milch und Kohle, Junges Licht) Rothmanns stehen in einem engen Zusammenhang, nicht nur bezogen auf Ort und Zeit des Geschehens. Es gibt Rückkehrerfiguren, die nach langer Abwesenheit noch einmal in die Region verschlagen werden, es gibt die Welt der Jugendbanden und ihrer Regelverstöße und es gibt die Kinder, die in den Arbeitersiedlungen groß werden. Dabei unterscheidet sich das Erzählen Rothmanns deutlich von den politischen Schreibkonzepten der Dortmunder Gruppe 61 oder dem späteren Werkkreis Literatur der Arbeitswelt.

„Ich hatte keinerlei Kontakt zu schreibenden Menschen, obwohl ich immer für die Schublade geschrieben habe und mich auch nach diesem Kontakt sehnte. Aber der einzige Kontakt, der möglich gewesen wäre, wäre der zu Literaten der Arbeitswelt gewesen. Aber ich wollte keine Literatur der Arbeitswelt machen, ich wollte mich auch nicht mit ihr beschäftigen. Ich wollte die Arbeitswelt ja überwinden, weil ich sie als eng, bedrückend und letztlich auch niederdrückend empfunden habe.“

Rothmann schildert die Welt der kleinen Leute an der Ruhr aus der Außenseiterposition, aus der Sicht der Kinder, von Aussteigern, von Künstlern. Wenn er die Arbeitswelt der Bergleute durchaus kenntnisreich schildert, bekommt seine Darstellung schnell einen mythischen Zug. Die Wäldernacht, das Dunkel der in der Steinkohle konservierten Wälder, erscheint eher als geheimnisvolle Gegenwelt der Väter, wie sie sich deren Kinder vorgestellt haben mögen. Rothmanns Romane sind stark autobiographisch geprägt, von den Erfahrungen der Kindheit an der Ruhr ebenso wie in der Distanz des freien Autors, der prägende Ereignisse aus der Berliner Distanz erneut reflektiert.

#### Stier
Thema des Romans ist die Jugendkultur der 70er Jahre im Ruhrgebiet. Mit Rockmusik, Drogen, wilden Partys und ersten WGs sucht eine kleine Szene von Außenseitern neue Lebenswege. Erzählt wird die Geschichte des Berliners Kai Carlsen, seine Erinnerung ans Ruhrgebiet. In der Welt der Bergarbeitersiedlungen wird Kai Carlsen Maurer, aber sucht gleichzeitig nach der großen Liebe, nach alternativen Lebensentwürfen. Mit der Figur Eckhart Eberwein setzt Rothmann denen ein Denkmal, die an der Ruhr erste Treffpunkte für die Subkultur ins Leben riefen, Konzerte veranstalteten und wilde Partys feierten. Der frühere Bauingenieur betreibt die Diskothek Blow up in Essen, Kai Carlsen beginnt bei ihm zu arbeiten, zieht schließlich sogar bei Eberwein ein. Die wilde Szene gerät aber, vor allem durch Drogen, in immer heftigere Probleme, persönliche Katastrophen zeichnen sich ab. Kai Carlsen entkommt in einen Job als Pflegehelfer und qualifiziert sich dort weiter, indem er den Umgang mit einer komplexen Maschine zur „Blutwäsche“ erlernt. Ein kunstbegeisterter Kolumbianer und die Krankenschwester Marleen helfen ihm, in der Welt schwerer Krankheiten und des täglichen Todes zu überleben. Trotz aller Katastrophen wird die Rock-Szene als Lebenswelt geschildert, die dem jungen Carlsen neue Perspektiven eröffnete, als Befreiung aus dem dumpfen Mief der Elterngeneration. Insofern ist Stier ein Bildungsroman. Die Zeit der wilden 70er repräsentiert für den Erzähler Kai Carlsen die Sehnsucht nach einem anderen Leben und erscheint trotz aller negativen Entwicklungen als Aufbruchszeit.

#### Wäldernacht
Der Roman Wäldernacht schildert das Ruhrgebiet aus der Perspektive des Außenseiters. Der Künstler Jan Marrée kehrt auf Einladung eines Kunstmäzens in seine Heimatstadt zwischen Bottrop und Oberhausen zurück. Er erinnert sich an seine Jugendzeit mit Rockern, Konzerten und ersten Liebesabenteuern. Er trifft dabei auf die gealterten Figuren seiner Jugend. Prägende Figur ist dabei „Racko“, der als Zuhälter und Dealer versucht, seinen Traum vom anderen Leben mit Gewalt weiterzuleben. Der Titel verweist auf die versunkenen Wälder der Urzeit, die in den Tiefen des Ruhrgebiets als Steinkohle ruhen. Gleichzeitig spielt er auf literarische Quellen an, der Begriff erscheint unter anderem bereits in Torquato Tassos Versepos Das befreite Jerusalem (6. Gesang) und in Friedrich Hölderlins Roman Hyperion:

#### Milch und Kohle
Der Roman Milch und Kohle wendet sich noch einmal dem Ruhrgebiet der 60er Jahre zu. Nach seiner Schilderung der Berliner Welt der 90er aus der Sicht eines Jugendlichen zieht es Rothmann noch einmal zurück ins Ruhrgebiet, in die spießige Welt der Arbeiter und ihrer Familien. Beobachtet und geschildert wird diese Welt aus der Sicht eines Arbeitersohns. Es ist die Beobachtung eines Scheiterns. Die Träume der Erwachsenen von heiler Welt zerbrechen an finanziellen Sorgen, an Staublunge, in Alkoholexzessen. Wie in Flieh, mein Freund! bricht die Mutter aus der Familienordnung aus. Es ist aber nicht die große Flucht der Berlinerin in Drogen und weite Reisen, sondern die kleine Flucht ins Tanzcafé, zu einem italienischen Liebhaber.

#### Junges Licht
Der Roman Junges Licht schildert die Sommerferien des zwölfjährigen Bergarbeitersohns Julian und in einer zweiten Erzählebene die Arbeit des Vaters unter Tage. Die Welt der Bergleute und ihrer Kinder um 1960 erscheint dabei wesentlich aus der Perspektive des Jungen. Rothmann erhielt für den Roman 2004 den Wilhelm-Raabe-Literaturpreis, der von Deutschlandradio und der Stadt Braunschweig verliehen wird.

### Berliner Romane

#### Flieh, mein Freund!
Der Roman Flieh, mein Freund! spielt in Berlin. Erzähler und Zentralfigur ist der 20-jährige Louis Blaul, genannt „Lolly“. Als Sohn der 1968er-Generation ist er bei den Großeltern aufgewachsen. Seine Mutter Mary hat seinen Vater Martin bei einer Anti-Atomkraft-Demonstration kennengelernt. Die Mutter ist aber alles andere als politisch, eher esoterisch und flippig. Als Drogenkurier geschnappt, verbrachte sie Lollys Kinderzeit in Gefängnis und Psychiatrie und interessiert sich auch nachher wenig für die Familie. Der Vater als Gegenfigur hat sich mit einer eigenen Werbeagentur etabliert, heißt deshalb in der Familie sarkastisch „Onkel Umsatz“. Kernthema des Romans ist Lollys erste große Liebe zu einer pummeligen Frau, die er sehr erotisch findet. Gleichzeitig schämt er sich aber für ihr Aussehen. Der Roman kommt in der flapsigen Sprache des Berliner Jugendlichen daher, bemüht sich sehr um Bonmots und kleine, witzige Episoden aus dem Berliner Alltag.

#### Hitze
Der Tod seiner Lebensgefährtin ist Simon deLoos Leben aus der Bahn geworfen. Statt als Kameramann arbeitet er inzwischen als Hilfskoch und Fahrer in einer Großküche in Berlin-Kreuzberg. Er begegnet einer polnischen Stadtstreicherin, in der er seine tote Frau wiederzuerkennen glaubt, überlässt ihr deren Wohnung und die Kleider, doch Lucilla ist selbst auf der Flucht vor Ereignissen in ihrer Vergangenheit. Ein zentrales Anliegen des Romans ist die Schilderung der Welt der kleinen Leute, der Kneipen, der Großküchen, der Straße. Der Wortwitz der Gescheiterten fasziniert Rothmann auch im Roman Hitze. Christoph Bartmann schreibt in seiner Rezension für die Süddeutsche Zeitung:

„Kaum ein anderer Autor besitzt seine Gabe, die räudige, komische und gemeine Sprache des subproletarischen Alltags zu notieren.“

Mit der Erzählerfigur des Fahrers gelingt es Rothmann, sehr unterschiedliche soziale Lebenswelten zu verbinden. Die Welt der Penner, denen sein Arbeitskollege heimlich Mahlzeiten zukommen lässt, den Schlachthof und seine Brutalität, die billigen und schmutzigen Berliner Bordelle ebenso wie die frustrierte Luxuswelt der Neureichen. Mit seiner neuen Liebe Lucilla kehrt der Erzähler Berlin den Rücken und entdeckt mit ihr die Welt des ländlichen Polens, die romantischen Seen und die Natur. Aber auch diese Welt ist bereits angekränkelt, hinter der Fassade verbirgt sich knallharte Immobilienspekulation. Rothmann zeigt den Zusammenbruch dieses Traums in einem Bild, der grausam detailliert geschilderten Zerstörung eines Nests durch einen Habicht. Das „grandiose Scheitern“, der beinahe mythologische Zug seiner scheiternden Helden, hat Rothmann den Ruf eines christlichen Schriftstellers eingebracht. Für Milch und Kohle hat Rothmann den Evangelischen Buchpreis bekommen. Auch der Roman Hitze reflektiert das Thema Bildungsroman auf typisch Rothmannsche Weise. Wie auch andere Helden der Moderne endet DeLoos Lebensbericht nicht mit erfolgreicher Integration in die Gesellschaft. Typisch für Rothmanns Helden ist dabei ein meditativer Zug der Verweigerung.

#### Feuer brennt nicht
Berlin, fast zwanzig Jahre nach dem Mauerfall. Kreuzberg ist gesichtslos geworden. Auch Wolf ist in die Jahre gekommen und seine Liebe zu Alina verblasst. Einige Jahre zuvor schien die Beziehung des Autors in mittleren Jahren und der jungen Buchhändlerin noch für die Ewigkeit gemacht zu sein. Mittlerweile kreisen Wolfs Gedanken mehr um die Angst vor dem eigenen Altern. Der Umzug an den Müggelsee soll die Lösung sein. Doch als plötzlich Charlotte auftaucht, eine Geliebte aus der Vergangenheit, wird die Idylle am grünen Rand der Stadt schnell wieder brüchig. Die als Ausflüge mit seinem Labrador Webster getarnte erotische Affäre zur Professorin bleibt von Alina nicht lange unbemerkt. Doch zu Wolfs Überraschung akzeptiert sie das Verhältnis nicht nur, sie ermuntert ihn sogar dazu...

„Sein neuer Roman ist eine zärtlich-leidenschaftliche Liebesgeschichte, aber sie ist auch die atemberaubende Verbindung von Eros und Metaphysik, Sinnlichkeit und Übersinnlichem.“

### Krieg und Nachkrieg

#### Der Gott jenes Sommers
Auch in „Der Gott jenes Sommers“ (2018) werden, wie in „Im Frühling sterben“ (2015), die letzten Wochen des Zweiten Weltkrieges beschrieben. Wurden in dem vorigen Roman die Erlebnisse der beiden (zwangsrekrutierten) SS-Soldaten Walter Urban und Fiete Caroli während der letzten großen Wehrmachtsoffensive in Ungarn erzählt, so bildet jetzt die sogenannte Heimatfront den Hintergrund des Geschehens: Die zwölfjährige Luisa Norff lebt mit ihrer älteren Schwester Sibylle und der Mutter auf einem Gut des Schwagers Vinzent, eines hochrangigen SS-Offiziers, am Kaiser-Wilhelm-Kanal (dem heutigen Nord-Ostsee-Kanal). Der Vater, der ein Militärkasino in Kiel führt, besucht die Familie nur gelegentlich und bringt dann Lebensmittel mit, aber auch – und das ist für Luisa weitaus bedeutender – immer wieder Bücher. 
Durch den klugen Blick des Mädchens erfährt der Leser, wie die einzelnen Familienmitglieder mit der Bedrohung durch Tiefflieger, dem Flüchtlingselend, der Verblendung, dem Verschweigen und der allgegenwärtigen Denunziation umgehen: Es gibt Ironie und Sarkasmus auf Seiten des Vaters, stille Resignation und Abstumpfung auf Seiten der Mutter, und die neunzehnjährige Sibylle, die unter den Entbehrungen des Krieges am meisten zu leiden scheint, spricht offen aus, was allen klar ist. „Alle hier haben ein Radio und wissen, dass es vorbei ist, oder? Dass der Ami bald den Rhein überquert, der Russe vor Berlin steht und die Wunderwaffe nur Gequatsche ist. Jeder Soldat, der jetzt noch ins Feld muss, stirbt für nichts und wieder nichts, und je eher sie euren Hitler und sein Gesocks zum Teufel jagen, desto besser für uns!“ (S. 74) Mit ihrem verzweifelten Hedonismus und ihrer an Prostitution grenzenden Offenheit für das männliche Geschlecht provoziert sie vor allem ihre Stiefschwester Gudrun, Tochter der Mutter aus erste Ehe und linientreue Führerin der NS-Frauenschaft, denn auch deren Mann Vinzent zählt zu ihren Geliebten – was Billie eines Tages zum Verhängnis werden soll. 
Luisa sieht vieles, versteht aber nicht alles; so auch das Geschehen anlässlich des 40. Geburtstags von Vinzent: Es wird ein großes Fest gegeben, Lebensmittel werden aufgetischt, die im gesamten Reich nur noch schwer zu bekommen sind, und trotz Endzeitstimmung wird nahezu orgiastisch gefeiert: „Genießt diesen Krieg“, sagt einer der hochrangigen SS-Gäste, „der Frieden wird furchtbar werden.“ (S. 155) Auf diesem Fest verschwindet die betrunkene, von geilen und machtgeilen Männern umschwärmte Sibylle plötzlich, und auch Luisa widerfährt genau das, wovor sie sich, wie die meisten Frauen der damaligen Zeit, am meisten gefürchtet hat: Sie wird vergewaltigt – aber nicht, wie stets befürchtet, von einem Russen, sondern von ihrem Schwager Vinzent. Kurz darauf erkrankt sie schwer an Typhus und muss für längere Zeit das Bett hüten, und als sie wieder gesund ist, lebt ihre Schwester Sybille nicht mehr auf dem Gut und keiner will eine nähere Auskunft über ihren Verbleib geben. 
Kontrastiert wird das Geschehen von kurzen Auszügen einer fiktiven Chronik des Dreißigjährigen Krieges, aufgezeichnet von einem Schreiber namens Bredelin Merxheim. Die Schauplätze der furchtbarsten Gemetzel befinden sich an dem alten „Ochsenweg“, an dem ungefähr 300 Jahre später das Gut liegt. Die Worte Bredelin Merxheims bilden gewissermaßen einen historischen Hallraum, ein Echo aus ferner Zeit, in der der Chronist und sein Freund eine Kapelle zum Andenken an die Geschändeten und Getöteten vom jenseitigen Ufer des Sees in ihr Dorf ziehen wollen. Das gelingt nicht, sie geht unter, aber: „Mag der Gott dieses Sommers unsere Nähe auch verschmähen – kann er sich denn weiter entfernen, als der Gedanke, der ihm gilt? (…) Unser Bemühen war ein reines, also vollkommenes und konnte wahrhaftiger nicht sein, und somit ist alles gelungen (...): Das Kirchlein, es steht an seinem Orte!“ (S. 240/241) – Als Zeugnis der Vergangenheit und als Resultat geologischer Veränderungen ist es gerade diese Kapelle, die den Nationalsozialisten als Teil einer Umzäunung eines Straflagers dient und die Luisa 1945, als sie ermattet konstatiert „Ich habe alles erlebt“ (S. 254), wieder aufbauen hilft. Die Bildhaftigkeit, die hinter einer alltäglichen Betrachtungsweise verschwindet, und die Humanität jenseits religiöser Dogmatik sind Kennzeichen des Romans. 

#### Die Nacht unterm Schnee
Dieser Roman bildet den Abschluss der Kriegs- und Nachkriegstrilogie: Erzählt wird die Geschichte von Elisabeth Isbahner, die auf der Flucht aus Polen 1945 von russischen Soldaten vergewaltigt wurde. Schwer verletzt kann sie entkommen und wird von einem russischen Deserteur gepflegt, in einem Bunker unter der Erde, wo sie fiebernd ihr vergangenes Leben, die Oma in Danzig, ihre Mutter und Brüder, aber auch ihr zukünftiges Leben, ihren Mann und die ungeborenen Kinder, an sich vorbeiziehen sieht. „Und einen traumverlorenen Moment lang dachte sie, dass es gut so war, dass sie nie mehr hinaufwollte zu ihnen, zu allem, und für immer mit Dimitrij in dieser Nacht leben wollte, in diesem warmen Frieden unter dem Schnee.“ (S. 258) Doch sie muss ihr Leben weiterleben. Dem Trauma versucht sie in der neuen Heimat, zunächst in Schleswig-Holstein, dann im Ruhrgebiet, durch eine innere und äußere Besinnungslosigkeit zu entkommen – so erzählt es Luisa, ihre Freundin, die der Leser schon aus dem Roman „Der Gott jenes Sommers“ kennt. 
Sie berichtet vom Leben Elisabeths, Liesel genannt, für die die Kriegsgräuel stets gegenwärtig sind und der jegliches Vertrauen in eine erfüllte und glückliche Zukunft fehlt: „Ihr war kaum zu helfen, fürchte ich, und vielleicht können Menschen mit einer besonders schmerzhaften Vergangenheit ja nicht anders: Sie betäuben sich in jedem Augenblick neu, und sei es mit Arbeit, denn sie wissen, dass sie mehr oder weniger verloren sind für das Künftige, das ungeachtet aller bösen Erfahrungen unser Zutrauen braucht, um zu gelingen. Immer ängstlich, mit unruhigen Augen und fliegendem Puls bemühte sie sich zwar, es jedem recht zu machen, sich ‚anständig’ zu kleiden und ‚ordentlich’ zu frisieren; aber kaum wurde der Mond voller, stürzte sie sich mit allen Sinnen in das nächste Desaster, das ein Tanzabend sein konnte oder ein betrunkenes Gefummel hinter dem Kirmeswagen. Und es war ja wohl auch ein herber Triumph: Sich unter glühenden Girlanden der Enttäuschung, dem Verlust, dem Ende von allem hinzugeben, verlieh ihr eine nahezu spöttische Macht über die Flüchtigkeit jeder Freude.“ (S. 10) Heute würde man von Kohärenzverlust sprechen, dem Fehlen des genuinen Vertrauens in einen halbwegs überschaubaren und vernünftig geordneten Lebensverlauf. 
Das Schicksal der Familie – Liesel wird Walter heiraten und zwei Kinder bekommen – steht beispielhaft für diese Generation, die von den historischen Ereignissen drangsaliert und aus der Bahn gerissen wurde, keinen Zugang fand zum eigenen Selbst und nur im Schweigen die Möglichkeit sah, das Vergangene zu begraben. Die Figur der Liesel ist der Mutter des Autors nachempfunden. Die Möglichkeit, einen Zugang zu ihren schwer zu beschreibenden Leiderfahrungen zu finden, erläutert Ralf Rothmann in einem Gespräch mit dem Bayerischen Rundfunk wie folgt: „Ich habe versucht, mich einzufühlen in ihr angedeutetes Erlebnis mit den Rotarmisten, das war zwar lange vor meiner Geburt, aber doch sehr nah, denn es gibt ja so etwas wie eine Trauma-Vererbung, eine Vererbung der Ängste, und die, denke ich, hat mir den Stift geführt.“ (Buchtipp: Die Nacht unterm Schnee von Ralf Rothmann | BR24)

### Kurzgeschichten
„Es fallen einem nicht viele deutschsprachige Gegenwartsautoren ein, die bereits seit vielen Jahren in den Gattungen der Erzählung und des Romans zuverlässig qualitativ hochwertige Bücher abliefern“, so der Kommentar zu Rothmanns 2020 erschienen Erzählungsband „Hotel der Schlaflosen“ in der SWR-Bestenliste. Seine Erzählungen und Kurzgeschichten veröffentlichte Rothmann zuvor in den Sammelbänden „Ein Winter unter Hirschen“ (2001), „Rehe am Meer“ (2006), und „Shakespeares Hühner“ (2012).

#### Ein Winter unter Hirschen
Thomas Palzer charakterisiert die Besonderheit der Erzählweise in „Ein Winter unter Hirschen“ folgendermaßen: „Der Schriftsteller Ralf Rothmann erweist sich in seinen Geschichten wie in seinen Romanen als präziser Beobachter und detailversessener Minimalist. Er ist ein Autor, der seine Figuren liebt, sie selten nur für seine Zwecke benutzt, und der virtuos mit deren gestischen und psychologischen Möglichkeiten zu spielen versteht.“ Und Gustav Mechlenburg hält fest: „Banale Situationen, nichts Aufregendes. Und doch wird man als Leser durchweg unter Spannung gesetzt. Zum wiederholten Male lässt sich Rothmanns Erzählkunst herausheben – die Reinheit und Klarheit seiner Sprache, die Wärme, mit der er seine Figuren beschreibt, die Dramaturgie. Aber das ist es nicht allein. Seine Situationen sind einfach wahr, man kennt sie genau so.“

#### Rehe am Meer

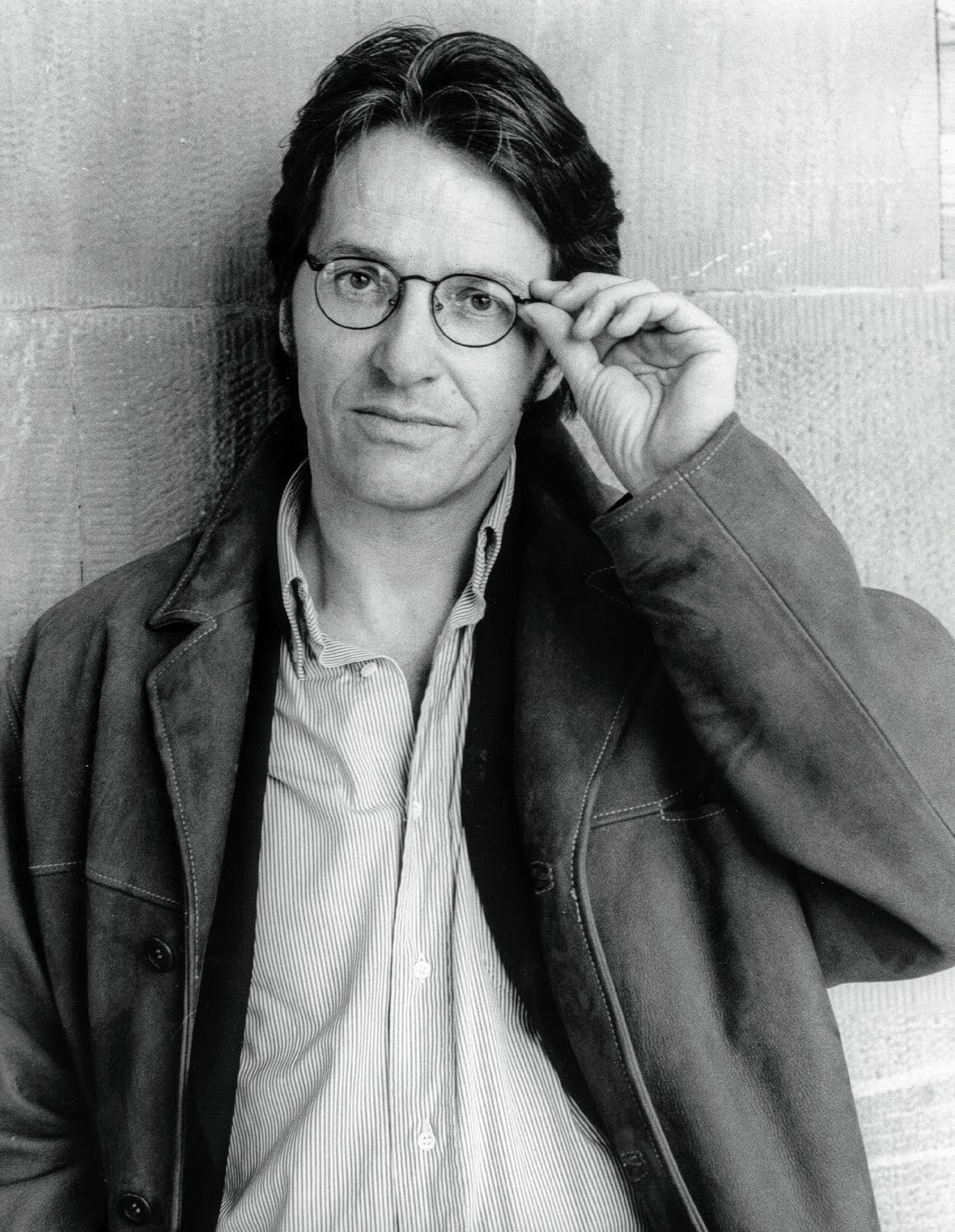
Ralf Rothmann (2006)

Über den Band „Rehe am Meer“ schreibt Christoph Schröder, dass er den „vermeintlich sicheren, weil bekannten Boden, auf dem man sich als Leser zu bewegen glaubt, ins Wanken zu bringen vermag“. Unter der Oberfläche der Texte, so Schröder, finde sich bei Rothmann eine Leidenschaft, die vielen zeitgenössischen Erzählern abgehe. „Sie sind elegisch, aber nicht trist, weil es eine Hoffnung gibt, unter anderem in der Sprache selbst.“ Wie schon in dem ersten Erzählungsband spielen auch in diesem Tiere eine besondere Rolle. In „Der ganze Weg“, in der sich ein desillusionierter Zirkusgehilfe mit einigen Lamas davonstiehlt, heißt es: „Nachher kamen die Sterne raus, mit Lichtern von Flugzeugen dazwischen, ganz entfernt glänzte der Rhein, und ich setzte mich unter einen Baum und trank die Dose Bier, die ich mitgenommen hatte. Ich wußte nicht, wie’s weitergehen sollte, klar, aber das war auch egal. Die Tiere standen still in meiner Nähe, stolze Umrisse vor der blauen Nacht, und ich konnte alles in ihren Augen sehen, Alter, den ganzen Weg.“ (S. 212f.) Denn: „Tiere sind die Schatten unserer Seele – und die Seele unseres Schattens,“ wie es in einer anderen Erzählung dieses Bandes heißt. (S. 69)

#### Shakespeares Hühner
2012 veröffentlichte Rothmann den Erzählungsband „Shakespeares Hühner“, dessen Titel sich in der Erzählung „Othello für Anfänger“ erklärt. Im Schultheater soll die Protagonistin die Desdemona spielen; sie macht Recherchen in alten Büchern und stößt dabei immer wieder auf das Wort „Hünen“, das sie nicht kennt – und demnach immer wieder „Hühner“ liest. Doch hat ihre „Schusseligkeit“ eine gewisse Logik, denn: „Angesichts der Sorgen und Nöte seiner Gestalten, die ihre finsteren Schicksale wie riesige Kreuze mit sich herumschleppen, sind wir eigentlich nur Hühner, oder? Shakespeares Hühner. Wir machen unglaubliches Gegacker um lauter Kram – Prüfungen, Lockenstäbe, Handymarken, Geld – und wissen insgeheim doch alle, dass es nicht das Wahre ist. Dass nichts das Wahre sein kann hinterm Hühnerdraht.“ (S. 39)

#### Hotel der Schlaflosen
2020 erscheint der Band „Hotel der Schlaflosen“. Franziska Wolffheim nennt „die großartige Titelgeschichte“ über einen Henker und sein Opfer zur Stalinzeit brutal und herzzerreißend: „Die Exekutionen finden im Keller eines alten Moskauer Hotels statt, weil es im Butyrka-Gefängnis zu eng geworden war. Wassili Blochin, sowjetischer Offizier, erschießt Menschen im Akkord, ohne mit der Wimper zu zucken, ein routinierter Handwerker des Todes. Einer der Gefangenen, die zum Tode verurteilt sind, ist der Dichter Isaak Babel. Blochin kennt den Autor, er hat dessen Erzählzyklus ‚Reiterarmee‘ mehrfach gelesen. Anstatt sein Opfer sofort zu erschießen, nimmt er sich Zeit: Bietet ihm etwas von den Piroggen an, die seine Frau ihm fürs Mittagessen zubereitet hat, bittet Babel, eines seiner Bücher zu signieren. Der Autor mit seinen gefolterten Händen ist dazu nicht mehr in der Lage und kann nur noch seine Fingerabdrücke hinterlassen. Kurze Zeit später stirbt er lautlos, erschossen von Wassili Blochin, 1940. 
Mitte der fünfziger Jahre wird Isaak Babel rehabilitiert. Und Blochin versucht vergeblich, das signierte Werk in einem Antiquariat zu verkaufen – keiner glaubt ihm, dass die Fingerabdrücke echt sind.“ Wolffheim konstatiert, dass die Eindringlichkeit der Erzählung vor allem daran liege, „dass sie aus der Perspektive des perfiden Peinigers geschrieben ist, der mit seinem Opfer Katz und Maus spielt und ihn für einige Momente in der Illusion wiegt, es könne vielleicht doch noch Rettung für ihn geben.“

## Auszeichnungen

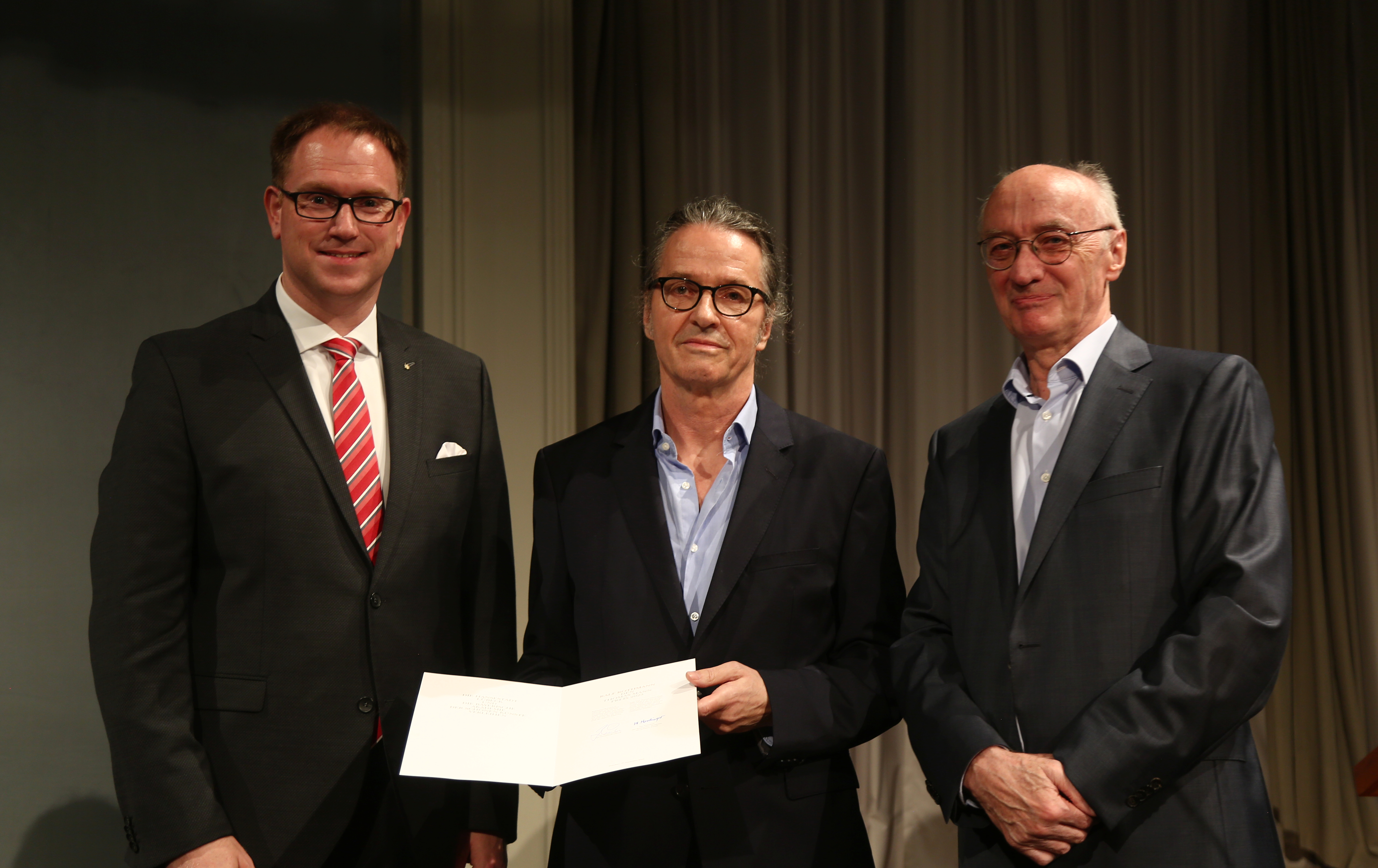
Verleihung des Thomas-Mann-Preises der Stadt Lübeck und der Bayerischen Akademie der Schönen Künste 2023

- 1986: Märkisches Stipendium für Literatur für den Lyrikband Kratzer
- 1992: Mara-Cassens-Preis
- 1992/1993: Stadtschreiber von Bergen
- 1996: Literaturpreis Ruhrgebiet
- 2001: Hermann-Lenz-Preis
- 2002: Kranichsteiner Literaturpreis
- 2003: Evangelischer Buchpreis
- 2004: Wilhelm-Raabe-Literaturpreis
- 2004: Rheingau Literatur Preis
- 2005: Heinrich-Böll-Preis
- 2006: Max Frisch-Preis der Stadt Zürich
- 2007: Erik-Reger-Preis
- 2008: Literaturpreis der Konrad-Adenauer-Stiftung
- 2008: Hans-Fallada-Preis
- 2010: Walter-Hasenclever-Literaturpreis[11]
- 2013: Friedrich-Hölderlin-Preis der Stadt Bad Homburg
- 2014: Kunst- und Kulturpreis der deutschen Katholiken[12]
- 2016: Stefan-Andres-Preis
- 2017: Kleist-Preis
- 2017: Gerty-Spies-Literaturpreis[13]
- 2018: Premio San Clemente (Spanien)
- 2018: Uwe-Johnson-Preis für Der Gott jenes Sommers[14]
- 2018: HWA Gold Crown for Historical Fiction (England)
- 2023: Thomas-Mann-Preis[15]

## Werkverzeichnis
- Messers Schneide. Erzählung. Suhrkamp, Frankfurt am Main 1986, ISBN 3-518-38133-4.
- Kratzer und andere Gedichte. Suhrkamp, Frankfurt am Main 1987, ISBN 3-518-02657-7.
- Der Windfisch. Erzählung. Suhrkamp, Frankfurt am Main 1988, ISBN 3-518-40129-7.
- Stier. Roman. Suhrkamp, Frankfurt am Main 1991, ISBN 3-518-22364-X.
- Wäldernacht. Roman. Suhrkamp, Frankfurt am Main 1994, ISBN 3-518-39082-1.
- Berlin Blues. Ein Schauspiel. Suhrkamp, Frankfurt am Main 1997, ISBN 3-518-40908-5.
- Flieh, mein Freund! Roman. Suhrkamp, Frankfurt am Main 1998, ISBN 3-518-45505-2.
- Milch und Kohle. Roman. Suhrkamp, Frankfurt am Main 2000, ISBN 3-518-39809-1.
- Gebet in Ruinen. Gedichte. Suhrkamp, Frankfurt am Main 2000, ISBN 3-518-41168-3.
- Ein Winter unter Hirschen. Erzählungen. Suhrkamp, Frankfurt am Main 2001, ISBN 3-518-45524-9.
- Hitze. Roman. Suhrkamp, Frankfurt am Main 2003, ISBN 3-518-41396-1.
- Junges Licht. Roman. Suhrkamp, Frankfurt am Main 2004, ISBN 3-518-41640-5.
  - Junges Licht. (Hörbuch). Hoffmann und Campe, Hamburg 2007, ISBN 978-3-455-30497-8.
- Rehe am Meer. Erzählungen. Suhrkamp, Frankfurt am Main 2006, ISBN 3-518-41825-4.
- Vollkommene Stille. Rede zur Verleihung des Max Frisch-Preises am 1. Oktober 2006 in Zürich. Suhrkamp, Frankfurt am Main 2006, ISBN 3-518-06850-4.
- Feuer brennt nicht. Roman. Suhrkamp, Frankfurt am Main  2009, ISBN 978-3-518-42063-8.
- Shakespeares Hühner. Erzählungen, Suhrkamp, Berlin 2012, ISBN 978-3-518-42248-9.[16]
  - Shakespeares Hühner. Suhrkamp, Berlin 2013, ISBN 978-3-518-46434-2.
- Sterne tief unten. (= Insel-Bücherei. 1382). Insel, Berlin 2013, ISBN 978-3-458-19354-8.
- Im Frühling sterben. Roman. Suhrkamp, Berlin 2015, ISBN 978-3-518-42475-9.[17]
  - Im Frühling sterben. (Hörbuch). Hörbuch Hamburg, Hamburg 2016, ISBN 978-3-95713-020-4.
- Der Gott jenes Sommers. Roman. Suhrkamp, Berlin 2018, ISBN 978-3-518-42793-4.
  - Der Gott jenes Sommers. (Hörbuch). Hörbuch Hamburg, Hamburg 2018, ISBN 978-3-95713-129-4.
- Hotel der Schlaflosen. Erzählungen. Suhrkamp, Berlin 2020, ISBN 978-3-518-42960-0.
- Die Nacht unterm Schnee. Roman. Suhrkamp, Berlin 2022, ISBN 978-3-518-43085-9.
  - Die Nacht unterm Schnee. (Hörbuch). Hörbuch Hamburg, Hamburg 2022, ISBN 978-3-8449-3155-6.
- Theorie des Regens. Notizen. Suhrkamp, Berlin 2023, ISBN 978-3-518-22545-5.

- Museum der Einsamkeit. Erzählungen. Suhrkamp Verlag, Berlin 2025, ISBN 978-3-518-43230-3.

## Verfilmungen
Die Erzählung Der Stolz des Ostens aus dem Kurzgeschichtenband Rehe am Meer (2006) wurde vom dffb-Absolventen Christoph Wermke 2011 mit dem gleichen Filmtitel in Kooperation mit dem RBB verfilmt. Für den 2012 veröffentlichten Kurzfilm von 26 Minuten führte Wermke nicht nur Regie, sondern schrieb auch das Drehbuch. Die Jury-Begründung für das Prädikat besonders wertvoll sagte: der Film sei „ein in sich stimmiger und atmosphärisch reicher Kurzspielfilm, der so poetisch schillert wie sein Titel.“
2016 inszenierte Regisseur Adolf Winkelmann „Junges Licht“ über den Zustand des Ruhrgebiets in der Nachkriegszeit aus Sicht des 12-jährigen Arbeitersohns Julian Collien. Das Drehbuch schrieben Nils und Till Beckmann zusammen mit Adolf Winkelmann. Kinostart in Deutschland war der 12. Mai 2016. Der Film erhielt den Hauptpreis beim Kirchlichen Filmfestival Recklinghausen im März 2016.

## Theaterinszenierung
Der Roman Milch und Kohle wurde 2003 auf der RuhrTriennale als Theaterstück aufgeführt. Die Uraufführung fand am 18. Juni 2003 in der Jahrhunderthalle Bochum in Zusammenarbeit mit der Theatergruppe ZT Hollandia aus Eindhoven statt. Regie führten Johan Simons und Paul Koek, der Dramaturg war Gerard Mortier, an der Konzeption wirkte der Schauspieler Jeroen Willems mit. Die musikalische Bearbeitung unterlag Paul Koek und Anke Brouwer: Begleitet von einem Kammermusik-Ensemble unter der Leitung von Edward Gardner wurden Verdi-Arien, gesungen von Elzbieta Szmytka, Carol Wilson (Sopran), Dagmar Peckova (Mezzosopran) und Hector Sandoval (Tenor), in den Handlungsablauf einfügt. Das Bühnenbild bestand aus 16 Tonnen Briketts.
2005 inszenierte die Theaterregisseurin Annette Pullen zusammen mit dem Dramaturgen Olaf Kröck den Roman Stier aus dem Jahr 1991 im Studio Casa am Schauspiel Essen. WELT AM SONNTAG kommentiert: "Rothmanns Bücher komponieren immer auch den Sound einer Epoche, in 'Stier' etwa mit den Stones oder Beatles. Pullens direkter Inszenierungsstil, den sie unter anderem in Hamburg, Wien und Bochum ausbildete, nimmt das auf. Sie arbeitet selbst stark mit musikalischen Assoziationen." (23.10.2005)

## Weiterführende Literatur
- Jan-Pieter Barbian / Erhard Schütz (Hgg.): Die Traglast der Vergangenheit. Annäherungen an Ralf Rothmann. Aisthesis, Bielefeld 2024, ISBN 978-3-8498-1947-7
- Franz-Josef Deiters: Staub der einen Besuch abstattet. Zur Selbsterinnerung der Schrift in Ralf Rothmanns „Milch und Kohle“. In: Limbus. Australisches Jahrbuch für germanistische Literatur- und Kulturwissenschaft/Australian Yearbook of German literary and cultural studies. 1, 2008, ISBN 978-3-7930-9541-5, S. 67–84.
- Andreas Erb: Ralf Rothmann. In: Heinz Ludwig Arnold (Hrsg.): Kritisches Lexikon der Gegenwartsliteratur. (Loseblattsammlung) Edition Text und Kritik, München. (Aktualisierungsstand 2006)
- Christian Goldammer: Initiation in den Romanen Ralf Rothmanns. (= Epistemata. 701). Königshausen & Neumann, Würzburg 2010, ISBN 978-3-8260-4336-9.
- Dieter Heimböckel, Melanie Kuffer: Wir hatten ja auch gute Jahre. Heimat und Identität in Ralf Rothmanns Roman „Milch und Kohle“. In: Michael Szurawitzki, Christopher Schmidt (Hrsg.): Interdisziplinäre Germanistik im Schnittpunkt der Kulturen. Festschrift für Dagmar Neuendorff zum 60. Geburtstag. Königshausen & Neumann, Würzburg 2008, S. 361–369.
- Anja Maria Richter: Das Studium der Stille. Deutschsprachige Gegenwartsliteratur im Spannungsfeld von Gnostizismus, Philosophie und Mystik – Heinrich Böll, Botho Strauß, Peter Handke, Ralf Rothmann. Peter Lang Verlag, Frankfurt am Main 2010, ISBN 978-3-631-60162-4.
- Oliver Ruf: Milieu – Schwelle – Memorie. Zur Liminalität des Ruhrgebiets in Ralf Rothmanns Gegenwartsromanen. In: Jan-Pieter Barbian, Hanneliese Palm (Hrsg.): Die Entdeckung des Ruhrgebiets in der Literatur. Klartext Verlag, Essen 2009, S. 261–279.
- Hubert Winkels (Hrsg.): Ralf Rothmann trifft Wilhelm Raabe. Der Wilhelm Raabe-Literaturpreis – das Ereignis und die Folgen. Wallstein Verlag, Göttingen 2005, ISBN 3-89244-956-2.
- Henning Ziebritzki: Ohrenglück, Lichterschrift. Zu Ralf Rothmanns Erzählwerk. In: Akzente. Zeitschrift für Literatur 4 (2014), S. 304–313.